# Joseph Seed
Joseph Seed este un personaj fictiv din franciza de jocuri video Far Cry a Ubisoft. El apare ca principalul antagonist al titlului din 2018, Far Cry 5, și a fost prezent pe larg în materialele promoționale pentru joc. În Far Cry 5, Joseph este un predicator carismatic, dar dement, care conduce Proiectul Eden's Gate, o sectă extremistă înarmată până în dinți și un grup paramilitar care ocupă Hope County, un district fictiv din Montana, Statele Unite. El intră în conflict cu un grup de ofițeri ai legii care încearcă să elibereze comitatul și locuitorii săi de sub controlul sectei.
Ulterior, personajul apare în spin-off-ul Far Cry New Dawn, din 2019, plasat la 17 ani după un final posibil al lui Far Cry 5, unde Hope County este devastată în urma unei apocalipse nucleare. Joseph servește drept figură a New Eden, o facțiune continuatoare a proiectului original Eden's Gate, și ca aliat al personajului jucător. De asemenea, Joseph este protagonistul în Joseph: Collapse, un pachet DLC lansat ulterior pentru titlul Far Cry 6 din 2021. Alte apariții ale sale includ romanul Far Cry Absolution și scurtmetrajul live-action Far Cry 5: Inside Eden's Gate, ambele preludii la Far Cry 5; și numărul trei al benzii desenate Far Cry: Rite of Passage, o carte de benzi desenate în legătură cu Far Cry 6, care explorează mai departe povestea personajului.
Pentru antagonistul principal din Far Cry 5, echipa de dezvoltare a decis să prezinte o formă mai subtilă și insidioasă de răutate, reprezentând o ruptură față de antagoniștii nebuni și violenți prezentați în titlurile anterioare. Au efectuat cercetări ample cu privire la sectele din lumea reală și liderii lor pentru a captura contextul modului în care aceștia se comportau. Dorința echipei de a crea un antagonist mai condus de emoții a modificat structura de putere a facțiunii antagoniste din Far Cry 5 și a influențat performanța actorului canadian Greg Bryk, care s-a inspirat din experiențele sale personale pentru a empatiza cu motivația și emoțiile interioare ale lui Joseph.
Atitudinea generală față de Joseph Seed a fost una mixtă. Rolul său în cadrul jocului ca lider de sectă a devenit un punct de dispută în contextul controversei legate de tematica fanatismului religios Far Cry 5. Cu toate acestea, este considerat unul dintre cei mai buni și mai complecși antagoniști din serie.

## Concept și design
Pentru a se distanța de alți antagoniști memorabili din seria Far Cry, Joseph Seed a fost dezvoltat ca o figură mai subtilă. Într-un interviu din 2021 cu IGN, scenaristul principal al lui Far Cry 5, Drew Holmes, a declarat că a vrut să prezinte antagonistul central al jocului ca o figură înfricoșătoare, fără a-l prezenta constant amenințând cu moartea sau îndreptând o armă către jucător. Holmes a subliniat că pentru ca personajul să fie credibil ca lider carismatic, dar nefast al unei secte, el trebuie să fie mai degrabă "înfricoșător" din punct de vedere al temperamentului, în loc să fie ca Vaas Montenegro, un antagonist popular din Far Cry 3, nebun sau violent. Trăsăturile fizice distinctive ale personajului includ un coc, o barbă și ochelari de aviator.

O reconstituire a simbolului în formă de cruce folosit de Joseph Seed și de discipolii săi

Un lider arhetipal de sectă venerat de supușii săi devotați religioși ca o putere superioară, rolul lui Joseph Seed ca „Tatăl” al mișcării Project at Eden's Gate a fost inspirat de secte destructive istorice precum Templul Popoarelor, Familia Manson și Branch Davidians. Ca lider al unei secte religioase, Joseph Seed se înconjoară de adepți devotați, ceea ce trebuie interpretat ca o supracompensare pentru copilăria sa grea. Pentru a-i dezvolta caracterizarea, echipa a efectuat cercetări ample pentru context, pentru a dezvolta modul în care își ține privirea, modul în care scrie sau modul în care vorbește; conform directorului creativ al Far Cry 5, Dan Hay, versiunea finală a lui Joseph Seed este un compozit al numeroaselor precedente și personalități istorice. Pentru a dezvolta organizația pe care o conduce ca o sectă credibilă în rolul lor de facțiune antagonistă pentru povestea lui Far Cry 5, Ubisoft l-a recrutat pe specialistul în secte Rick Alan Ross⁠(d) ca consultant pentru proiect.
Din punctul de vedere al lui Ross, calitatea esențială pe care ar trebui să o aibă un lider de sectă de succes este o personalitate carismatică sau o „atracție magnetică” care atrage oamenii la cauza lor. El a descris personalitatea lui Joseph ca fiind „nuanțată” și „vie” ca liderii de secte pe care i-a întâlnit, prin faptul că putea să pară cineva care are o personalitate iubitoare și este profund interesat de indivizii cu care interacționează. După cum a explicat Ross, este necesar ca acești lideri să proiecteze o imagine inofensivă pentru potențialii membri, dar care ulterior își vor folosi influența odată stabilită pentru a manipula sau submina autoritățile.

### Portret
Căutarea actorului potrivit pentru a-l portretiza pe Joseph Seed a fost esențială pentru proiect, după cum a subliniat Hay. El a descris procesul de casting ca fiind „dificil”, iar echipa a „aruncat plasa larg” pentru a găsi persoana potrivită. În cele din urmă, echipa a contactat un agent al actorului canadian Greg Bryk și i-a oferit oportunitatea de a da o audiție pentru rol. Inițial, Bryk a refuzat oferta fără să stea pe gânduri, deoarece nu avea așteptări pozitive cu privire la potențialul narativ al jocurilor video, nefiind jucător din copilărie. Bryk a fost în cele din urmă convins să citească o proză scrisă de Holmes, iar după ce a citit replicile personajului dintr-o scenă cinematică, și-a schimbat părerea. Bryk a spus că monologul lui Joseph Seed despre insecuritățile sale ca tată tânără fără acces la resurse sau un sistem de sprijin a rezonat cu el, iar modul în care s-a desfășurat a fost „atât de întunecat și frumos” încât a devenit interesat să se implice în proiect și a trimis dezvoltatorilor o înregistrare cu audiția. Atât Hay, cât și Holmes au avut o impresie bună despre înregistrarea audiției lui Bryk: Hay a considerat citirea monologului lui Joseph Seed de către Bryk ca fiind „captivantă”, în timp ce Holmes a considerat performanța sa „înfricoșătoare”.
Bryk considera că elementul care îl face pe personaj terifiant este faptul că putea dezvălui adevărul său personal prin intermediul personajului. Într-un interviu cu IGN, el a explicat că, în opinia sa, „cei mai buni antagoniști sunt cei mai ușor de relaționat, pentru că toți avem acea parte întunecată în noi”. Pentru Bryk, principala provocare în abordarea personajului a fost să se „ancoreze” mai întâi în Joseph Seed ca ființă umană și apoi „să lase răutatea să se manifesteze de la sine”, deoarece el considera că fiecare persoană are „un pericol care poate ieși la suprafață în circumstanțele potrivite”. A recunoscut că se simțea profund conectat la material și credea aproape fiecare cuvânt pe care îl rostea în joc, ca și cum predica cu adevărat predicile personajului, deoarece erau probleme la care se gândise și în viața sa privată și care se simțeau „reale, actuale și importante”. Bryk a spus că există anumite momente în scenele cinematice ale jocului în care personajul pare să se adreseze direct jucătorului, punând la îndoială o „lume modernă care a înnebunit”, și a menționat că maniera empatică și rezonabilă în care a rostit replicile are ca scop să îi neliniștească pe jucători. Holmes și-a amintit că Bryk îl înțelegea pe deplin pe Joseph Seed și că manifesta multă empatie față de el în ciuda stării sale mentale discutabile, considerând că munca lor asupra personajului nu ar fi fost la fel de eficientă fără calitățile pe care Bryk le-a adus rolului.
O scenă cinematică importantă de final de joc, care are loc înainte de confruntarea finală dintre Joseph Seed și aliații personajului jucător, implică o izbucnire emoțională a acestuia din urmă îndreptată către jucător. Scena a fost filmată într-un studio din Toronto, care se află lângă un metrou care afectează negativ înregistrarea ori de câte ori trece un tren zgomotos, forțând echipa să reînregistreze orice scenă afectată. Holmes își amintește că în timpul înregistrării scenei cinematice, erau conștienți că un tren urma să plece în timp ce Bryk era în mijlocul interpretării monologului și a recunoscut că au pus presiune pe actor și l-au determinat să își ofere cea mai bună performanță. Bryk a menționat că, în timpul scenei cinematice, Joseph își arată vulnerabilitatea emoțională a unui copil de șase ani care își retrăiește trauma abandonului, bătăilor și abuzului, și își descarcă furia pe personajul jucător pentru că i-a ucis pe cei dragi. În timpul interviului cu IGN, Bryk a explicat că, deși a reușit să ofere o primă lectură competentă, cu o „vulnerabilitate și emoție care erau corecte”, a simțit că lipsea un element care ar fi putut să o facă specială și să o ducă la următorul nivel emoțional. La scurt timp după aceea, Bryk a făcut o pauză de la înregistrare și s-a ridicat de pe scaun, amintindu-și o amintire negativă din trecut, o experiență pe care a descris-o ca fiind un „trandafir negru foarte întunecat” care „a înflorit” în el. Pe măsură ce echipa a reluat înregistrarea, el s-a lansat în monolog sub formă de tiradă, cu lacrimi și mucus curgându-i pe față. A povestit că studioul a amuțit când înregistrarea s-a terminat, exact când a trecut trenul. Atât Holmes, cât și Hay au fost impresionați de intensitatea lui Bryk în acea scenă, ultimul instruindu-i pe cei care se ocupau de design și care erau prezenți să captureze întreaga performanță a lui Bryk în cele mai mici detalii și să nu o „sterilizeze” în niciun fel.

## Apariție

### Far Cry 5
În Far Cry 5, Joseph Seed joacă rolul fondatorului și conducătorului Proiectului Eden's Gate, o sectă paramilitară apocaliptică situată în Hope County, un district rural fictiv din statul american Montana. Frații biologici ai lui Joseph, John și Jacob, împreună cu o soră adoptivă pe care a redenumit-o Faith Seed, îi servesc drept locotenenți. Pe parcursul poveștii, personajul jucător, un șerif adjunct junior al Departamentului Șerifului din Hope County, trimis inițial să îl aresteze pe Joseph, trebuie să îi urmărească și să îi omoare pe fiecare dintre acești membri ai familiei pentru a slăbi controlul sectei asupra Hope County. Odată ce acest lucru este realizat, adjunctul îl confruntă pe Joseph, acum devastat emoțional de pierderea membrilor familiei sale, la complexul său și poate încerca să își îndeplinească scopul de a-l aresta.
Narațiunea ramificată a jocului Far Cry 5 include finaluri multiple în funcție de modul în care jucătorul alege să se ocupe de Joseph Seed. Jucătorul are opțiunea de a lua o decizie care modifică jocul încă din prima parte a poveștii, prin a nu se supune ordinului Mareșalului Cameron Burke de a-l aresta pe Joseph și a părăsi Hope County împreună cu colegii săi. Jucătorul poate decide, de asemenea, să nu escaladeze conflictul personajului său cu secta în timpul confruntării finale la complexul lui Joseph și să lase Hope County la voia sorții, deși se subînțelege ca spălarea creierului anterioară a ajutorului de șerif realizată de Jacob Seed este încă intactă. În cele din urmă, cel de-al treilea final al jocului prezintă Hope County devastată de bombe nucleare la scurt timp după ce Joseph este învins în luptă, "Colapsul" pe care îl prevăzuse și încercase de a-l preveni. Atât Joseph, cât și ajutorul de șerif supraviețuiesc dezastrului nuclear și se ascund împreună într-un adăpost antiatomic pentru o perioadă nedeterminată de ani. Joseph îi spune ajutorului de șerif că sunt singura familie pe care o mai are și îl "adoptă" ca pe un copil surogat.

### Far Cry New Dawn
Far Cry New Dawn se petrece la șaptesprezece ani după finalul nuclear din Far Cry 5, care sugerează că a devastat nu doar Hope County, ci și restul lumii. Alături de ajutorul de șerif junior, acum „Judecătorul” său personal, Joseph Seed a adunat un nou grup de adepți devotați care locuiesc în New Eden, o așezare situată în nordul Hope County post-apocaliptic. Spre deosebire de predecesorul lor, secta New Eden evită toate capcanele modernității și menține o perspectivă izolată, spre deosebire de expansionismul agresiv, iar Joseph însuși este un om aparent schimbat. Până la evenimentele din New Dawn, Joseph a dispărut, lăsându-l pe fiul său biologic, Ethan Seed, să preia conducerea New Eden în timp ce el s-a retras în secret într-un sanctuar retras la nord de Hope County.

### Far Cry 6
Joseph își face prima apariție ca personaj jucabil într-un DLC lansat ulterior pentru Far Cry 6, intitulat Joseph: Collapse, lansat pe 8 februarie 2022. Colapsul se desfășoară într-un vis, unde Joseph este chinuit de o voce misterioasă, precum și de cele ale familiei sale, pentru că i-a abandonat în timp ce se ascundea de „Colaps”. Străbătând un Hope County distrus, Joseph eliberează „sufletele” familiei sale: John, Jacob și Faith, recuperând în același timp bucăți din crucea sa. Ulterior, Joseph încearcă să traverseze Eden's Gate, dar vocea îl împiedică, provocându-l să lupte împotriva unor valuri interminabile de inamici pentru a demonstra că este un om schimbat. Joseph reușește să supraviețuiască atacului, iar vocea îi iartă păcatele din trecut. După aceea, se redă un mesaj telefonic în care Joseph încearcă să-și sune soția, prima Faith, care se dezvăluie că este însărcinată cu copilul lor.

### Alte apariții
Un roman intitulat Far Cry Absolution, scris de Urban Waite și lansat pe 27 februarie 2018, marchează prima apariție a personajului în franciza media Far Cry. Romanul detaliază evenimente care au loc înainte de Far Cry 5 și explorează povestea din fundal a implicării sale în circumstanțele din jurul morții tatălui locuitoarei din Fall's End, Mary May Fairgrave, precum și dezertarea fratelui ei la Proiectul Eden's Gate.
Un scurtmetraj live-action intitulat Far Cry 5: Inside Eden's Gate, cu Greg Bryk în rolul lui Joseph Seed, servește ca un alt preludiu legat de Far Cry 5. Lansat pe 5 martie 2018, filmul urmărește un grup de vloggeri care își propun să cerceteze Proiectul Eden's Gate. Într-o scenă, Joseph Seed și adepții săi invadează congregația pastorului Jerome Jeffries, îi scoate congregația afară și o duce la Eden's Gate, omorând în cele din urmă o tânără în timpul unui botez. Filmul arată cum congregația pastorului Jerome a asistat și a urmat secta după ce Joseph Seed a ucis-o.
Joseph apare în seria de benzi desenate conexe Far Cry: Rite of Passage, publicată de Dark Horse Comics, unde antagonistul din Far Cry 6, Antón Castillo, îi povestește fiului său Diego povești de avertizare. Una dintre povești este o relatare a vieții lui Joseph, din copilărie până la evenimentele care au dus la înființarea Proiectului Eden's Gate.

## Promovare si recepție
Pentru a promova Far Cry 5, Ubisoft a lansat o serie de trailere promoționale în care apărea Joseph Seed. Chipul lui Joseph Seed a fost folosit pentru o serie de produse derivate. Ediția limitată Far Cry 5: Father Edition include o figurină a personajului predicând în fața unei picturi murale. O figurină de 32 de cm a personajului, intitulată „Chemarea Tatălui”, care îl înfățișează la bustul gol și ridicând o armă cu brațul, a fost lansată ca achiziție independentă în martie 2018.
Apariția lui Joseph Seed în Far Cry 5 a atras reacții pozitive din partea criticilor. Personalul IGN a oferit o evaluare pozitivă a personajului, deoarece este prezentat de Ubisoft ca un antagonist realist și deranjant, care emană o „prezență captivantă și înfiorătoare” în loc de „teatrul exagerat” care caracteriza antagonistul anterior al seriei. IGN a mai spus că Joseph și-a câștigat locul în „galeria ticăloșilor faimoși”. Dais Johnston de la Inverse a considerat Far Cry 5 o „poveste înfiorător de exactă despre controlul minții” și că jucătorii puteau empatiza suficient cu Joseph pentru a fi captivați, dar nu atât de mult încât să se alăture sectei. Pentru interpretarea lui Joseph Seed în Far Cry 5, Greg Bryk a primit o nominalizare pentru Actorul Vocal Masculin Favorit al Fanilor la Gamers' Choice Awards în 2018. Pe de altă parte, staff-ul Game Informer a considerat că Joseph Seed și familia sa sunt antagoniști ușor de uitat în comparație cu Vaas sau Pagan Min⁠(d) din Far Cry 4. Javy Gwaltney, în special, a fost dezamăgit că Far Cry 5 nu explorează pe deplin „teroarea și paranoia pe care pretinde că le inspiră” cu premisa sa controversată, și a susținut că jocul nu oferă nicio dovadă care să demonstreze că personajul lui Joseph Seed este cu adevărat carismatic și terifiant, dincolo de un slogan repetat adesea de alte personaje nejucătoare.
Unii critici au discutat personajul în contextul mișcărilor istorice ale sectelor și al politicii de extrema dreaptă din Statele Unite. Kai Bailey de la US Gamer a remarcat că, în timp ce Seed și secta sa fac referințe indirecte la politica americană din timpul președinției lui Donald Trump, demagogia lor a rămas aparent apolitică pe parcursul poveștii din Far Cry 5. Colin Campbell de la Polygon a susținut că Joseph Seed este o parte recognoscibilă, deși exagerată, a culturii politice americane, un „demagog al armelor și Bibliei care citează Scriptura adesea și vorbește în termeni apocaliptici”, cu iconografia folosită de secta sa preluată din mișcările reale ale supremației albe. Fanatismul lui Joseph i-a amintit lui Campbell de tentativele nereușite ale lui Roy Moore⁠(d) de a candida pentru Senatul SUA și de apelurile sale către alegătorii care subscriu la politicile de extrema dreaptă și la conservatorismul religios pentru sprijinul lor. Johnston a observat că preferința lui Joseph de a cita din Apocalipsa lui Ioan și de a folosi opoziția militară pentru a consolida credința în profețiile sale a făcut ecou cu modul de operare al lui David Koresh, în timp ce „privirea pătrunzătoare și manierele sale carismatice” în timp ce relata modul tulburător în care și-a ucis propria fiică nou-născută l-au adus cu gândul la Jim Jones și incidentul de la Jonestown. Scriind pentru Fanbyte, John Warren a fost deosebit de impresionat de modul în care dezvoltatorii au capturat nemișcarea feței lui Koresh, care avea și ochelari distinctivi, în Joseph Seed.
În articolul de previzualizare pentru Far Cry New Dawn, Zoe Delahunty-Light de la GamesRadar a declarat că este intrigată de portretizarea lui Joseph ca aliat al facțiunii jucătorului în ciuda trecutului său. Cu toate acestea, ea personal ura personajul și a spus că așteaptă cu nerăbdare oportunitatea de a-l ucide din cauza acțiunilor sale odioase din Far Cry 5. Campbell a criticat povestea cu tematică a paternității din New Dawn și și-a concentrat criticile în special asupra lui Joseph, un „tată dezechilibrat, autoritar, care își otrăvește emoțional copilul” și „care cumva acționează ca un canal pentru reflecțiile jocului asupra paternității”. El a descris rolul personajului ca o „colecție de tropi și clișee obosite” și o „mâncare de câine din povești cu tătici” care nu au nimic substanțial de spus.
Chris Shive de la Hardcore Gamer a oferit o recenzie pozitivă extensiei Far Cry 6: Joseph: Collapse. El l-a lăudat pe personaj ca fiind un antagonist memorabil, iar a afla mai multe despre trecutul său este o experiență valoroasă oferită de DLC. Dimpotrivă, Travis Northup de la IGN l-a numit pe Joseph drept unul dintre „cei mai slabi antagoniști din gama altfel iconică de antagoniști ai seriei” și a pus sub semnul întrebării decizia creativă de a-l prezenta pe Joseph ca o persoană penitentă în povestea lui Collapse.